# Bezbiletnaja passazjirka
Bezbiletnaja passazjirka (russisk: Безбилетная пассажирка) er en sovjetisk spillefilm fra 1978 af Jurij Pobedonostsev.

## Medvirkende
- Tatjana Dogileva som Ninka
- Konstantin Kravinskij som Anton
- Amurbek Gobashiyev
- Tigran Davydov
- Olga Torban